# Albert Popow
Albert Popow (bułg. Алберт Попов; ur. 8 sierpnia 1997 w Sofii) – bułgarski narciarz alpejski, brązowy medalista mistrzostw świata juniorów.

## Kariera
Po raz pierwszy na arenie międzynarodowej pojawił się 14 listopada 2013 roku w Sulden, gdzie w zawodach juniorskich zajął 22. miejsce w gigancie. W 2014 roku wystartował na mistrzostwach świata juniorów w Jasnej, zajmując między innymi 25. miejsce w slalomie. Jeszcze trzykrotnie startował w zawodach tego cyklu, najwyższą lokatę osiągając podczas mistrzostw świata juniorów w Davos w 2018 roku, gdzie był trzeci w gigancie.
W zawodach Pucharu Świata zadebiutował 26 października 2014 roku w Sölden, gdzie nie zakwalifikował się do pierwszego przejazdu giganta. Pierwsze pucharowe punkty wywalczył 18 listopada 2018 roku w Levi, zajmując 20. miejsce w slalomie. Na podium zawodów tego cyklu pierwszy raz stanął 26 lutego 2023 roku w Palisades Tahoe, kończąc rywalizację w slalomie na trzeciej pozycji. W zawodach tych wyprzedzili go jedynie dwaj Norwegowie: Alexander Steen Olsen i Timon Haugan.
Wystartował w gigancie na igrzyskach olimpijskich w Pjongczangu w 2018 roku, zajmując 28. miejsce. Na rozgrywanych cztery kata później igrzyskach olimpijskich w Pekinie był siedemnasty w gigancie i dziewiąty w slalomie. Zajął też między innymi 24. miejsce w gigancie podczas mistrzostw świata w Cortinie d’Ampezzo w 2021 roku.

## Osiągnięcia

### Igrzyska olimpijskie
| Miejsce | Dzień     | Rok  | Miejscowość | Konkurencja | Czas biegu | Strata | Zwycięzca       |
| ------- | --------- | ---- | ----------- | ----------- | ---------- | ------ | --------------- |
| 28.     | 18 lutego | 2018 | Pjongczang  | Gigant      | 2:18,04    | +5,56  | Marcel Hirscher |
| DNF1    | 22 lutego | 2018 | Pjongczang  | Slalom      | 1:38,99    | -      | André Myhrer    |
| 17.     | 13 lutego | 2022 | Pekin       | Gigant      | 2:09,35    | +5,59  | Marco Odermatt  |
| 9.      | 16 lutego | 2022 | Pekin       | Slalom      | 1:44,09    | +1,06  | Clément Noël    |

### Mistrzostwa świata
| Miejsce | Dzień     | Rok  | Miejscowość        | Konkurencja | Czas biegu | Strata | Zwycięzca              |
| ------- | --------- | ---- | ------------------ | ----------- | ---------- | ------ | ---------------------- |
| DNF1    | 13 lutego | 2015 | Vail/Beaver Creek  | Gigant      | 2:34,16    | -      | Ted Ligety             |
| DNF1    | 15 lutego | 2015 | Vail/Beaver Creek  | Slalom      | 1:57,47    | -      | Jean-Baptiste Grange   |
| 30.     | 17 lutego | 2017 | Sankt Moritz       | Gigant      | 2:13,31    | +4,90  | Marcel Hirscher        |
| 27.     | 19 lutego | 2017 | Sankt Moritz       | Slalom      | 1:34,75    | +4,33  | Marcel Hirscher        |
| 29.     | 15 lutego | 2019 | Åre                | Gigant      | 2:20,24    | +6,34  | Henrik Kristoffersen   |
| DNF1    | 17 lutego | 2019 | Åre                | Slalom      | 2:05,86    | –      | Marcel Hirscher        |
| 24.     | 19 lutego | 2021 | Cortina d’Ampezzo  | Gigant      | 2:05,86    | +8,70  | Mathieu Faivre         |
| DNF2    | 21 lutego | 2021 | Cortina d’Ampezzo  | Slalom      | 1:46,48    | -      | Sebastian Foss Solevåg |
| 35.     | 17 lutego | 2023 | Courchevel/Méribel | Gigant      | 2:34,08    | +13,09 | Marco Odermatt         |
| DNF1    | 19 lutego | 2023 | Courchevel/Méribel | Slalom      | 1:39,50    | -      | Henrik Kristoffersen   |
| 18.     | 16 lutego | 2025 | Saalbach           | Slalom      | 1:54,02    | +2,50  | Loïc Meillard          |

### Mistrzostwa świata juniorów
| Miejsce | Dzień     | Rok  | Miejscowość | Konkurencja     | Czas biegu | Strata | Zwycięzca                |
| ------- | --------- | ---- | ----------- | --------------- | ---------- | ------ | ------------------------ |
| 64.     | 26 lutego | 2014 | Jasná       | Supergigant     | 1:30,63    | +4,54  | Marco Schwarz            |
| 39.     | 26 lutego | 2014 | Jasná       | Superkombinacja | 2:21,69    | +5,58  | Matteo De Vettori        |
| 68.     | 2 marca   | 2014 | Jasná       | Zjazd           | 1:17,31    | +4,11  | Adrian Smiseth Sejersted |
| 43.     | 4 marca   | 2014 | Jasná       | Gigant          | 2:03,14    | +8,91  | Henrik Kristoffersen     |
| 25.     | 5 marca   | 2014 | Jasná       | Slalom          | 1:37,21    | +5,28  | Henrik Kristoffersen     |
| 31.     | 8 marca   | 2015 | Hafjell     | Gigant          | 2:23,37    | +6,65  | Henrik Kristoffersen     |
| 16.     | 9 marca   | 2015 | Hafjell     | Slalom          | 1:37,55    | +2,93  | Henrik Kristoffersen     |
| DNS1    | 11 marca  | 2015 | Hafjell     | Superkombinacja | 1:58,25    | -      | Loïc Meillard            |
| DNS1    | 11 marca  | 2015 | Hafjell     | Supergigant     | 1:15,87    | -      | Miha Hrobat              |
| 31.     | 9 marca   | 2017 | Åre         | Supergigant     | 1:17,91    | +1,65  | Nils Alphand             |
| 7.      | 11 marca  | 2017 | Åre         | Superkombinacja | 2:05,14    | +1,94  | Loïc Meillard            |
| 5.      | 13 marca  | 2017 | Åre         | Gigant          | 2:25,23    | +1,09  | Loïc Meillard            |
| 8.      | 14 marca  | 2017 | Åre         | Slalom          | 1:37,64    | +1,22  | Adrian Pertl             |
| 40.     | 2 lutego  | 2018 | Davos       | Supergigant     | 1:07,59    | +4,06  | Marco Odermatt           |
| DNS2    | 4 lutego  | 2018 | Davos       | Superkombinacja | 2:01,77    | -      | Marco Odermatt           |
| 3.      | 6 lutego  | 2018 | Davos       | Gigant          | 1:39,47    | +1,32  | Marco Odermatt           |
| DNF1    | 7 lutego  | 2018 | Davos       | Slalom          | 1:45,31    | -      | Clément Noël             |

### Puchar Świata

#### Miejsca w klasyfikacji generalnej
- sezon 2018/2019: 66.
- sezon 2019/2020: 90.
- sezon 2020/2021: 72.
- sezon 2021/2022: 57.
- sezon 2022/2023:

#### Miejsca na podium w zawodach
1. Palisades Tahoe – 26 lutego 2023 (slalom) – 3. miejsce
2. Madonna di Campiglio – 8 stycznia 2025 (slalom) – 1. miejsce